# Jürgen Duensing
Jürgen Duensing (* 28. Oktober 1941 in Aschaffenburg, Bayern) ist ein deutscher Autor, der vor allem Heftromane aus dem Western-, Science-Fiction- und Horrorgenre verfasste.

## Leben
Jürgen Duensing machte nach der Schule eine Ausbildung zum Großhandelskaufmann und arbeitete später unter anderem als Autoverkäufer bei Mercedes.
1957 veröffentlichte er seine erste Kurzgeschichte (Ruf der Vergangenheit) in Henry Bings’ Anthologie Lockende Zukunft. 1958 seinen ersten Roman. Den Schritt in die Unabhängigkeit als freier Schriftsteller vollzog er 1978. Er schrieb Science Fiction und Romane für Western- und Horror-/Grusel-Serien.
1962 heiratete er und bekam 1967 einen Sohn. Von 1988 bis 2017 betrieb er zusammen mit seiner Frau ein Antiquariat in Aschaffenburg. 
Verwendete Pseudonyme:
- Vivian Baker (Romantic Thriller), John Blood (Horror), Frank Callahan (Western), John Cimarron (Western), Jeany Steiger (Romantic Thriller), J. C. Dwynn (Science Fiction u. Western), Betty Farmer (Romantic Thriller), Frank Donovan (Western)

Verlagspseudonyme:
- Robert Lamont (Professor Zamorra), Jack Slade (Lassiter)